# Verbascum serpenticola
Verbascum serpenticola är en flenörtsväxtart som beskrevs av Hub.-mor.. Verbascum serpenticola ingår i släktet kungsljus, och familjen flenörtsväxter. Inga underarter finns listade i Catalogue of Life.